# Live & Rare (album Korn)
Live & Rare – album kompilacyjny zespołu numetalowego Korn, wydany 9 maja 2006 roku. Na płycie znajdują się utwory zarejestrowane podczas występu zespołu w nowojorskim klubie CBGB w 2003 roku, w St. Louis, podczas festiwalu Woodstock w 1999 roku, oraz dwa rzadkie utwory studyjne.
Dodatkowo longplay wzbogaci cover nagrania "One" zespołu Metallica oraz "Earache My Eye" z repertuaru Cheech & Chong, a także "Proud" ze strony B singla "No Place To Hide".
Płyta ukazała się 9 maja 2006 roku.

## Lista utworów
1. "Did My Time" (na żywo) – 4:12
2. "Blind" (na żywo) – 4:12
3. "Falling Away from Me" (na żywo) – 4:15
4. "Right Now" (na żywo) – 3:05
5. "Got the Life" (na żywo) – 4:06
6. "Here to Stay" (na żywo) – 4:20
7. "Freak on a Leash" (na żywo) – 4:25
8. "Another Brick in the Wall" (na żywo)  – 8:21
9. "One" (cover Metalliki) (na żywo) – 4:27
10. "My Gift to You" (na żywo)  – 6:13
11. "A.D.I.D.A.S" (na żywo)  – 3:50
12. "Earache My Eye" (cover Cheech and Chong) (feat. Cheech Marin) – 4:50
13. "Proud" – 3:26